# ENA (телеканал, Південна Корея)
ENA (кор. 이엔에이, скорочення від фрази Розважальне ДНК (англ. Entertaiment DNA)) — кабельний південнокорейський телеканал, що був заснований 29 вересня 2003 року під назвою «Sky HD». У 2022 році пройшов черговий ребрендинг каналу і він отримав назву ENA, яка є скороченням від англійського слова «Entertaiment DNA».

## Ефір

### Серіали
- «Бо Ра! Дебора[en]»
- «Надзвичайна юристка У»
- «Кур'єр»
- «Чи можемо ми бути незнайомцями?[en]»